# The Big Leap
The Big Leap é uma série de televisão de comédia dramática musical estadunidense criada por Liz Heldens, baseada na minissérie britânica Big Ballet. Estreou na Fox em 20 de setembro de 2021, como uma entrada de outono durante a temporada de televisão de 2021-22.

## Elenco

### Principal
- Scott Foley como Nick Blackburn
- Simone Recasner como Gabby Lewis
- Ser'Darius Blain como Reggie Sadler
- Jon Rudnitsky como Mike Devries
- Raymond Cham Jr. como Justin Reyes
- Mallory Jansen como Monica Suillvan
- Kevin Daniels como Wayne Fontaine
- Anna Grace Barlow como Brittney Lovewell
- Adam Kaplan como Simon Lovewell
- Piper Perabo como Paula Clark
- Teri Polo como Julia Perkins

### Recorrente
- Tom Lennon como Zach Peterman
- Robert Wisdom como Earl
- Fabrice Calmels como Claude

## Lançamento
A série estreou na Fox em 20 de setembro de 2021. No Canadá, a série vai ao ar na CTV. A série também está programada para estrear na Disney+ através do hub de streaming Star como uma série original em países selecionados. Na América Latina, a série irá estrera como um original Star+.

## Recepção
No Rotten Tomatoes, a série detém um índice de 100% de aprovação com uma nota média de 8,4/10, com base em 11 críticas. O consenso dos críticos do site diz "A alegre celebração da vida e do amor de The Big Leap não é remotamente sutil, mas com movimentos como esse e charme de sobra, por que brincar de tímido?". No Metacritic, a série tem uma pontuação média ponderada de 71 de 100, com base em 9 avaliações, indicando "críticas geralmente favoráveis".